# Geoffroyus
Geoffroyus is een geslacht van vogels uit de familie Psittaculidae (papegaaien van de Oude Wereld).

## Soorten
De volgende soorten zijn bij het geslacht ingedeeld:
- Geoffroyus geoffroyi – Roodwangpapegaai
- Geoffroyus heteroclitus – Zangpapegaai
- Geoffroyus simplex – Blauwhalspapegaai